# Almochuel
Almochuel è un comune spagnolo di 50 abitanti situato nella comunità autonoma dell'Aragona.